# Relaciones Andorra-República de China
Las relaciones Andorra-Taiwán son las relaciones diplomáticas entre el Principado de Andorra y la República de China, conocida popularmente como Taiwán. Los dos países no tienen relaciones diplomáticas, y actualmente no hay una oficina de representación en ninguno de los países en el otro. Los asuntos relevantes de Andorra están a cargo de  la Embajada de Francia en Taipéi.

## Relaciones políticas

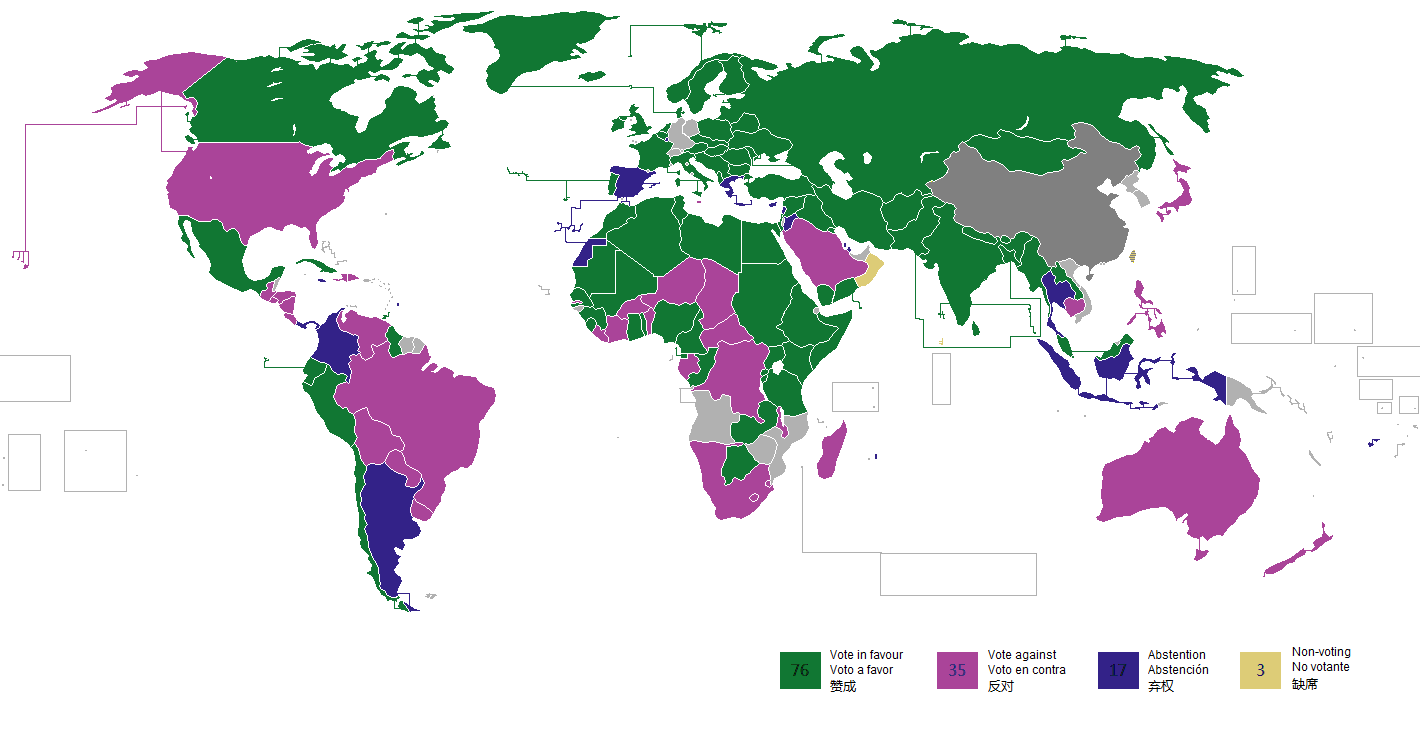
Estados miembros de las Naciones Unidas, Andorra no se habían unido en el momento en el que se votó la Resolución de la Asamblea General de las Naciones Unidas 2758, por lo que no podían participar en el caso de China y las Naciones Unidas.

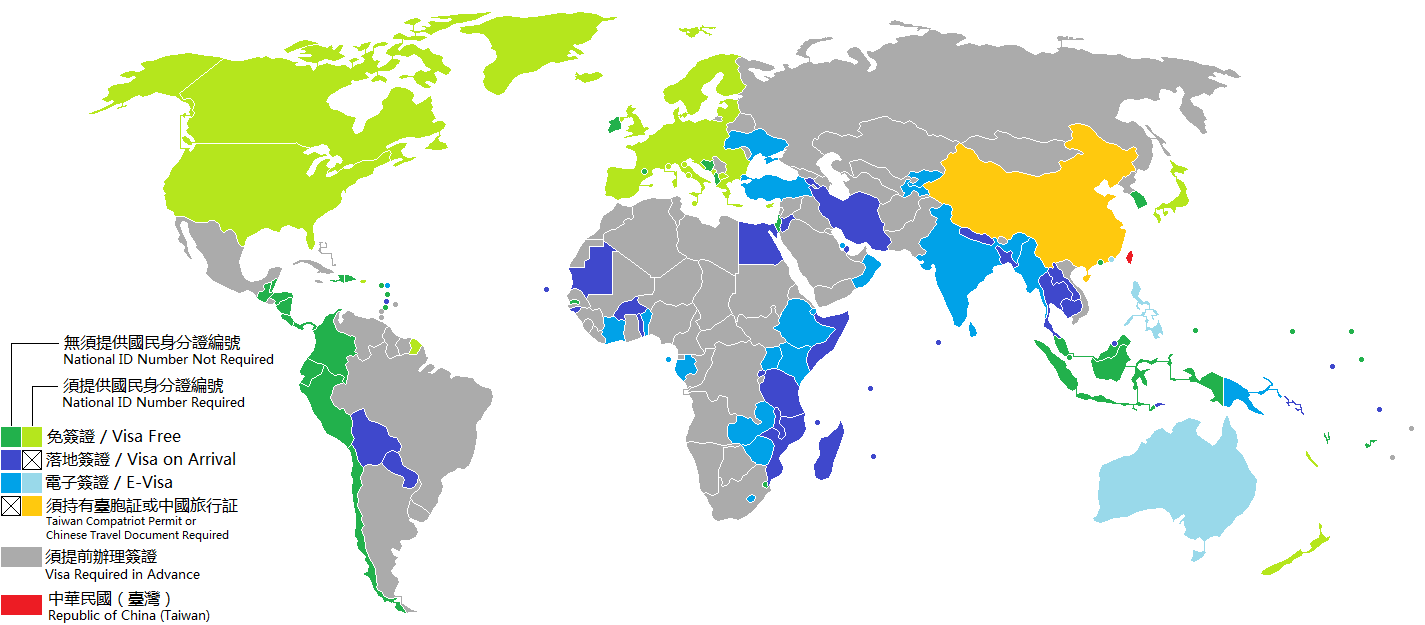
Los Ciudadanos de Taiwán que poseen Pasaporte de la República de China pueden ingresar en Andorra a través de Política de visas de la Unión Europea.

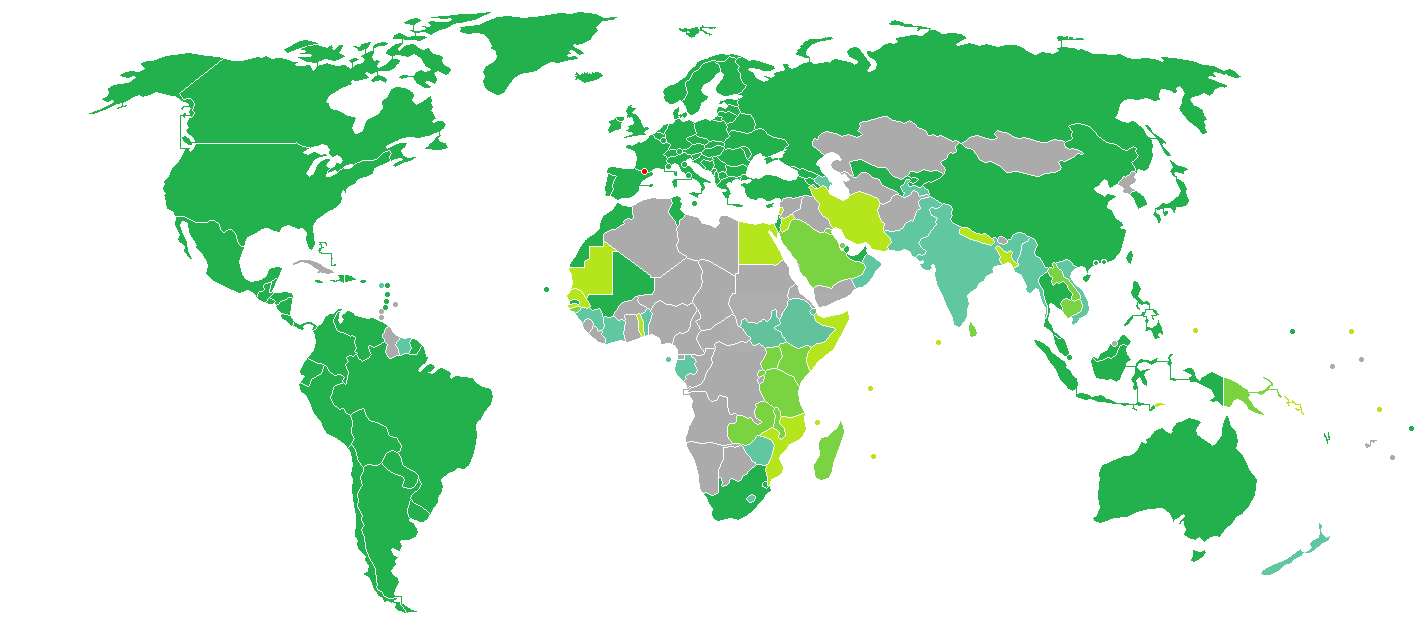
Países que puede ingresar en Taiwán mediante visa.

### Visa
Andorra no se unió a Unión Europea ni al "Espacio Schengen, pero según el Tratado de Amsterdam que entró en vigor en 1999, el" acervo de Schengen " puede oficialmente aplicarse a la política de visados de la UE. El espacio Schengen Europeo otorga a los ciudadanos taiwaneses que poseen ID de la República de China visas de la UE de entrada libre, un total de 90 días por 6 meses. También puede obtener una visa si ingresa a través de Andorra.
También es aplicable a los ciudadanos de la Unión Europea para la entrada a Taiwán, hasta 90 días.
El Ministerio de Relaciones Exteriores clasifica a Andorra como Alerta Gris: Recordatorio (22 de abril de 2017).

## Relaciones económicas

### Comercio
En 2018, Andorra fue el 208.º socio comercial más importante de la República de China, el 205.º socio en importación, el socio número 203 en exportación. La cantidad exportada a Andorra fue de 217.393 US $, un aumento del 177,400%, la cantidad importada de Andorra fue de US $ 34.530, una disminución anual del 72,439%. El comercio presenta un excedente de $ 180,863, una disminución anual de 489,750%. En 2017, Andorra fue el 211.º socio comercial más importante de la República de China, el 188.º socio de importación y el 212.º socio de exportación. Se ubicó en segundo, tercer y segundo lugar en los países europeos y 28, 49 y 19 en la economía mundial.

## Tráfico

### Aviación
Información al 2 de junio de 2019.

#### Pasajeros
Andorra se encuentra en medio de Francia y España, y Taiwán solo tiene el Aeropuerto de Hanging, lo que hace que el vuelo desde la República de China a Francia y luego a Andorra sea la forma más conveniente.
- Taipéi →  París-Charles → Pausa a  París-Orly.